# Oportunismus
Oportunismus (z lat. opportunus, příznivý, popř. anglického opportunity, příležitost) je způsob jednání a rozhodování, které se neřídí vlastními zásadami, nýbrž se přizpůsobuje vnějším okolnostem, příležitostem a výhodám z toho kterého rozhodnutí. Protikladem je doktrinářství, dogmatismus.

## Původ slova
Latinské slovo opportunus původně užívali námořníci pro příznivý vítr, který je zanese do přístavu (portus, přístav). Oportunní později znamenalo příhodný, vhodný za daných okolností. Slovo oportunismus vzniklo v rámci politické agitace koncem 19. století, zejména ve sporech o socialismus. Do současnosti se jeho význam rozšířil i mimo politiku do jiných oblastí lidského působení (práce a kariéra, podnikání, …) jako zaslepené dychtění po lepším místu ve společnosti pouze prostřednictvím příležitosti nehledě na ostatní zásady.

## Oportunismus v politice
Ve sporech mezi revolučními a reformními socialisty od konce 19. století se slovo oportunismus začalo užívat jako pejorativní označení (nadávka) pro politiku sociální demokracie a reformních socialistů, kteří chtěli postavení dělníků zlepšovat postupnými kroky v rámci demokratického uspořádání společnosti, a nikoli celkovou revolucí.
Pozdější komunistická propaganda rozlišovala tzv. pravicový oportunismus, který hájil systém několika politických stran – politický pluralismus – zejména v politice sociální demokracie, a levicový oportunismus, kterým označovala politiku „ultralevicových frází“ jiných komunistických států než spojenců Sovětského svazu, například ČLR či Albánie, jež sovětský komunismus kritizovaly.
S dalším rozvojem politické agitace se význam slova oportunismus rozšířil, takže může znamenat politiku, která se neřídí pevnými zásadami, mění se podle potřeby a okolností a využívá okamžitých nálad a příležitostí. Oportunista se ve svém rozhodování řídí především průzkumy veřejného mínění, přizpůsobuje se náladám veřejnosti a sleduje okamžitý úspěch bez ohledu na dlouhodobé důsledky. Přidává se na stranu těch, kdo mají úspěch, a nedbá na to, co voličům sliboval dříve.